# Ras Mostefa

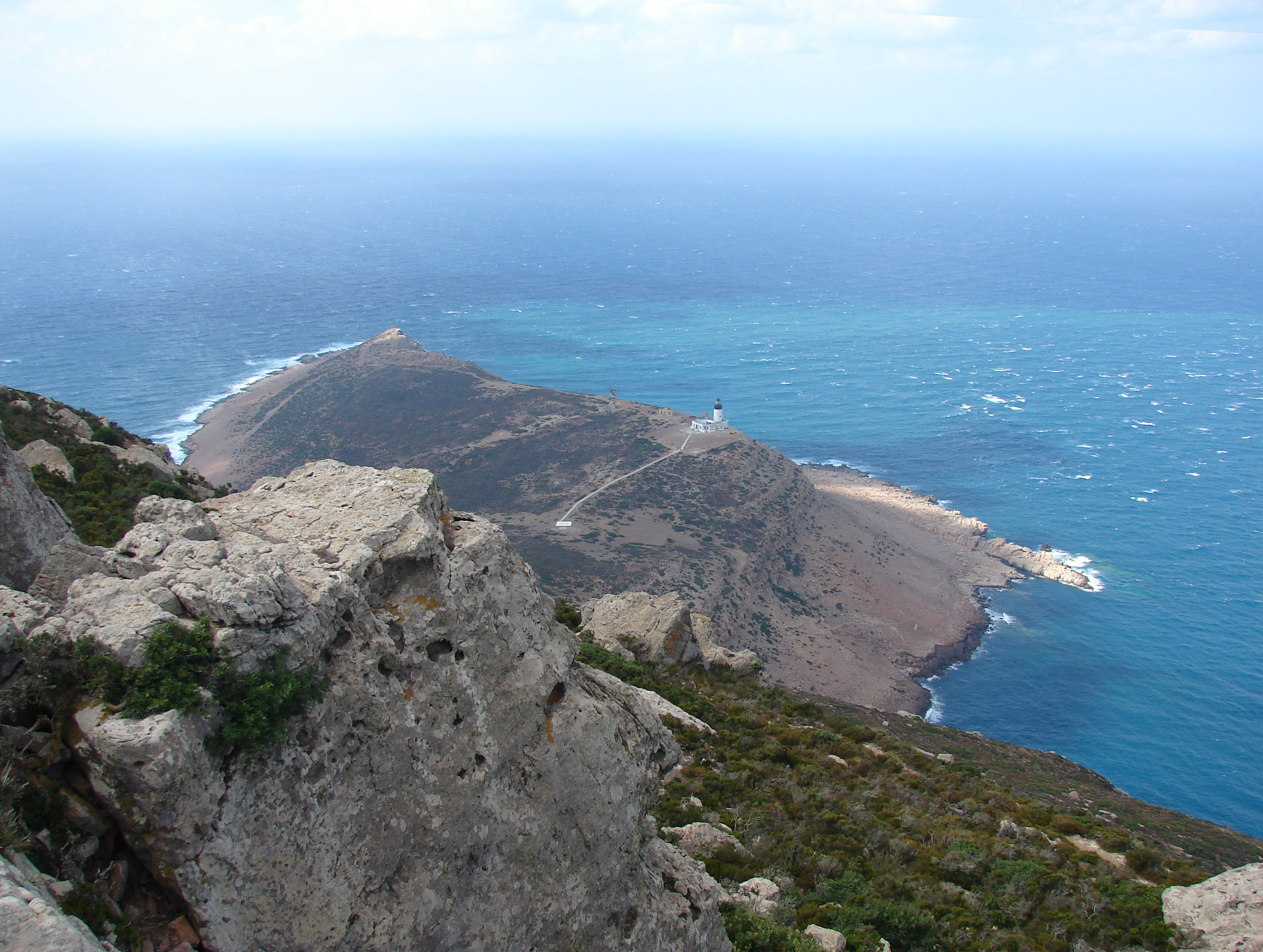
Fotografia del Cap Bon.

Ras Mostefa (àrab: رأس مصطفى, Raʾs Muṣṭafà; grec antic: Ταφῖτις ἄκρα; llatí: Taphitis promontorium) és un cap situat a la costa nord de Tunísia, a la part oriental de la península del Cap Bon, uns 3 km al sud del cap Ras El Melah, el qual forma l'extrem més oriental de la península, tot i que situat bastant al nord-est d'aquesta. Ras Mostefa és un km a l'oest de Ras El Melah. La ciutat de Kélibia es troba a la seva rodalia.